# The Hat
Pour les articles homonymes, voir Hat.
The Hat (Le Chapeau) est un court métrage d'animation américain écrit et réalisé par John Hubley et Faith Hubley en 1963, sorti en 1964.

## Synopsis
Deux gardes-frontières patrouillent de chaque côté d'une ligne pointillée qui sépare leurs pays respectifs. Lorsque le chapeau de l'un tombe de l'autre côté de la ligne, l'autre refuse que son homologue le récupère : il se trouve en territoire ennemi, et il lui est interdit de franchir la ligne. Les deux sentinelles entament alors un dialogue menant finalement à l'étude de la formation des limites de territoires au cours de l'Histoire et aboutissant à une prise de conscience commune : les frontières sont absurdes et séparent les hommes artificiellement. Tout au long du dessin animé, des animaux franchissent les frontières sans etre inquiétés. 
Pourtant, les deux hommes ne désarment pas et reprennent leur marche parallèle, chacun de son côté de la frontière.

## Fiche technique
- Année de réalisation : 1963
- Réalisation et scénario : John Hubley et Faith Hubley
- Production : Storyboard
- Musique et improvisation des dialogues : Dizzy Gillespie et Dudley Moore
- Animation: Shamus Culhane, William Littlejohn, Gary Mooney, The Tower Twelve Group
- Rendu : Patricia Byron, Nina Digangi, Irene Rutenberg, Dorothy Tesser
- Durée : 18 minutes 16 secondes
- Procédé : 35mm (positif & négatif), couleurs, son mono
- Sortie à New York : 21 septembre 1964

## Avec les voix de
- Dizzy Gillespie : le premier garde-frontière
- Dudley Moore : George, le second garde-frontière